# Ben 10 (serie animata 2016)
Ben 10 è una serie animata statunitense creata dal gruppo Man of Action. Questa serie è un reboot della prima serie del 2005 Ben 10.
La serie parla del piccolo eroe di dieci anni, Ben Tennyson, con una nuova grafica. Quando l'eroe trova l'Omnitrix lui si trasforma in dieci alieni differenti conferendogli enormi poteri.

## Personaggi

### Protagonisti
- Benjamin Kirby "Ben" Tennyson: è l'eroe principale della serie, anche se è svogliato, pigro e scansafatiche, è anche un bravo bambino, che sa dimostrarsi un eroe quando serve. Doppiato da Tara Strong in originale e da Gabriele Patriarca (1^ voce) e Riccardo Suarez (2^ voce in alcuni episodi) in italiano.
- Gwendolyn "Gwen" Tennyson: è la cugina di Ben, ma è totalmente diversa da lui, è una bambina furba, astuta e intelligente anche se qualche volta si lascia andare, adora studiare e i libri e litiga molto con Ben, anche se gli vuole molto bene. Doppiata da Montserrat Hernandez in originale e da Barbara Pitotti in italiano.
- Maxwell "Max" Tennyson: è il nonno di Ben e Gwen, ha ormai sessant'anni e cucina del cibo disgustoso. Doppiato da David Kaye in originale e da Toni Orlandi in italiano.
- Kevin Ethan Levin: In questa serie possiede l'Antitrix, un orologio simile a quello di Ben che come lui è in grado di trasformarlo in alieno. A differenza di Ben, Kevin ha difficoltà a controllare le sue forme aliene. Doppiatore italiano: Mirko Cannella.

### Antagonisti
- Vilgax: Doppiatore italiano: Fabrizio Dolce.
- Cavaliere Immortale: Doppiatore italiano: Roberto Draghetti.
- Maurice: Doppiatore italiano: Oliviero Dinelli.
- Sydney: Doppiatore italiano: Roberto Fidecaro.
- Vapore Smythe: Doppiatore italiano: Roberto Stocchi.
- Stregone: Doppiatore italiano: Sergio Lucchetti (1ª voce) e Edoardo Nordio (2ª voce).
- Dr. Animus: Doppiatore italiano: Sergio Lucchetti (1ª voce) e Enrico Di Troia (2ª voce).
- Zombozo: Doppiatore italiano: Saverio Indrio.
- Lagrange: Doppiatore italiano: Vittorio Guerrieri.
- William Theodore "Billy" Billions: Doppiatore italiano: Simone Veltroni (1ª voce) e Riccardo Suarez (2ª voce).
- Michael Morningstar: Doppiatore italiano: Alex Polidori.
- Lord Decibel: Doppiatore italiano: Roberto Certomà.
- Chioma Spaventosa: Doppiatore italiano: Monica Volpe.
- Alito Fetido: Doppiatore italiano: Daniele Valenti.
- Teschio Forzuto: Doppiatore italiano: Francesco Sechi.
- Simon Sez: Doppiatore italiano: Riccardo Suarez (1ª voce) e Niccolò Guidi (2ª voce).
- Gli agenti atmosferici: Stefano Thermes (1ª voce), Francesco Sechi (2ª voce) e Giuliano Bonetto (3ª voce).
- Incantatrice: Doppiatrice italiana: Sara Labidi (1ª voce) e Emanuela Ionica (2ª voce).
- Tim Buktu: Doppiatore italiano: Edoardo Nordio (1ª voce) e Massimo Bitossi (2ª voce).
- Xingo: Doppiatore italiano: Daniele Raffaeli.
- Re delle spire: Doppiatore italiano: Christian Iansante.

### Altri personaggi
- Phil: Doppiatore italiano: Edoardo Nordio.
- Mary Jo: Doppiatrice italiana: Emanuela Damasio (1^ voce) e Elena Perino (2^ voce).

## Episodi
| Stagione                    | Episodi                     | Prima TV USA    | Prima TV Italia |
| --------------------------- | --------------------------- | --------------- | --------------- |
| Prima stagione              | 40                          | 2016            | 2016            |
| Seconda stagione            | 40                          | 2018            | 2018            |
| Crossover Nexus             | Crossover Nexus             | 8 ottobre 2018  | 3 giugno 2019   |
| Terza stagione              | 52                          | 2019            | 2019            |
| Quarta stagione             | 34                          | 2020            | 2020            |
| Ben 10: Minaccia alla Terra | Ben 10: Minaccia alla Terra | 10 ottobre 2020 | 10 ottobre 2020 |
| Speciali                    | 3                           | 2021            | 2021            |

## Speciali
| Nº | Titolo originale | Titolo italiano           | Prima TV USA   | Prima TV Italia |
| 1  | Ben 10,010       | Ben 10: Ben 10.000        | 9 aprile 2021  | 10 ottobre 2021 |
| 2  | Ben Gen 10       | Ben 10: attacco alieno    | 10 aprile 2021 | 10 ottobre 2021 |
| 3  | Alien X-tinction | Ben 10: X-tinzione aliena | 11 aprile 2021 | 10 ottobre 2021 |

### Ben 10: Ben 10.000
Ben incontra la sua versione futura, Ben 10.000.

### Ben 10: attacco alieno
Ben incontra un ragazzino in grado di modificare il suo corpo in armi. Insieme a lui dovrà affrontare una doppia minaccia: lo Stregone e un'agenzia militare segreta.

### Ben 10: X-tinzione aliena
Un misterioso, potente alieno minaccia le diverse dimensioni dell'Omniverso per rubare gli Omnitrix. Per sconfiggerlo, Ben dovrà allearsi con altri Ben di altre dimensioni.

## Lungometraggio

### Ben 10: Minaccia alla Terra
Il giovane Ben cerca di salvare la Terra da un meteorite, ma si perde nello spazio. Mentre, tra mille difficoltà, cerca di tornare indietro, Vilgax arriva sulla Terra per distruggerla.

## Cortometraggi

### Bentuition
| Nº | Titolo originale | Titolo italiano                 | Prima pubb. inglese | Prima TV Italia |
| -- | ---------------- | ------------------------------- | ------------------- | --------------- |
| 1  | Upgrade 01       | Skateboarding Epico             | 8 gennaio 2017      | 5 agosto 2017   |
| 2  | Wildvine 01      | Il ballo dell'estate            | 9 gennaio 2017      | 31 agosto 2017  |
| 3  | Diamondhead 01   |                                 | 9 gennaio 2017      |                 |
| 4  | Cannonbolt 01    |                                 | 9 gennaio 2017      |                 |
| 5  | Four Arms 01     | Il salto in alto                | 10 gennaio 2017     | 10 agosto 2017  |
| 6  | Heatblast 01     |                                 | 11 gennaio 2017     |                 |
| 7  | XLR8 01          | Un nuovo record                 | 12 gennaio 2017     | 9 agosto 2017   |
| 8  | Overflow 01      | Manie di protagonismo           | 13 gennaio 2017     | 19 agosto 2017  |
| 9  | Grey Matter 01   |                                 | 29 gennaio 2017     |                 |
| 10 | Wildvine 02      | Sfida tra cugini                | 5 febbraio 2017     | 17 agosto 2017  |
| 11 | Stinkfly 01      |                                 | 12 febbraio 2017    |                 |
| 12 | Overflow 02      | Super Scivolo Epico di Diamante | 19 febbraio 2017    | 24 agosto 2017  |
| 13 | Upgrade 02       | Le richieste dei fan            | 26 febbraio 2017    | 12 agosto 2017  |
| 14 | XLR8 02          | La sfida dei 10 secondi         | 24 aprile 2017      | 26 agosto 2017  |
| 15 | Cannonbolt 02    |                                 | 2 maggio 2017       |                 |
| 16 | Heatblast 02     |                                 | 2 maggio 2017       |                 |
| 17 | Four Arms 02     |                                 | 25 maggio 2017      |                 |
| 18 | Grey Matter 02   |                                 | 25 maggio 2017      |                 |
| 19 | Stinkfly 02      |                                 | 26 maggio 2017      |                 |
| 20 | Diamondhead 02   |                                 | 20 giugno 2017      |                 |